# ザ・フェデラリスト

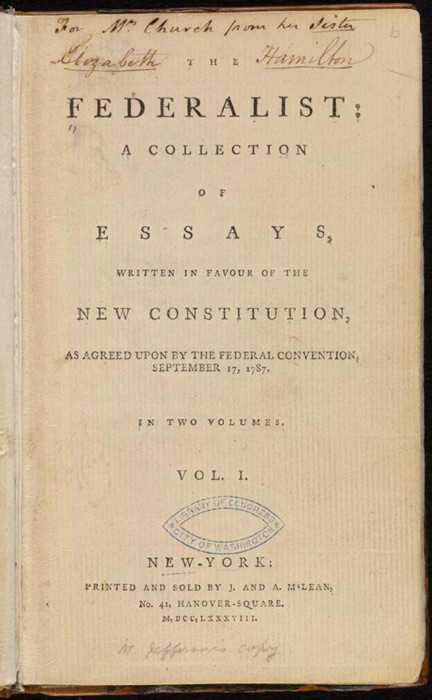
『ザ・フェデラリスト』初版の表紙、1788年

『ザ・フェデラリスト』（英: The Federalist Papers）は、アメリカ合衆国憲法の批准を推進するために書かれた85編の連作論文である。これら論文のうち77編は、1787年10月から1788年8月まで「ザ・インデペンデント・ジャーナル」と「ザ・ニューヨーク・パケット」に連続して掲載された。これに他の8編を加えて編集したものが、『ザ・フェデラリスト：すなわち新憲法』と題されて1788年に2巻本でJ. & A. マクリーンによって刊行された。この連作の正しい題は『ザ・フェデラリスト』であり、『ザ・フェデラリスト・ペーパーズ』という題は20世紀になってから使われるようになったものである。
『ザ・フェデラリスト』は、憲法で提案されている政府の仕組みについての哲学や動機を明確で説得力有る文章で綴られているために、現在でもアメリカ合衆国憲法の解釈では一次資料であり続けている。論文の筆者達は憲法の批准について賛成票を投じさせる影響力を持つことと、将来的な憲法の解釈を形作ることの双方を望んだ。歴史家のリチャード・B・モリスに拠れば、それらは「比類のない憲法の解説であり、後のアメリカ人作家による作品のどれよりも幅でも奥行きでも凌駕する政治学の古典である」としている。

## 概要
論文の掲載当時、執筆者は極秘扱いとされたが、明敏な評論家はそれがアレクサンダー・ハミルトン、ジェームズ・マディソン、ジョン・ジェイの3人の可能性が強いと推量した。1804年にハミルトンが死んだ後、彼が書き上げた論文のリストが公開された。それに拠ると論文の3分の2強はハミルトンが書いたとされており、マディソンの作品と見られていたものまで含んでいた（第49-第58、第62および第63の各篇）。1944年にダグラス・アデアが行った学術研究で下記のように執筆者を仮定した。これは1964年に行われた文章のコンピュータ解析でも裏付けられた。
- アレクサンダー・ハミルトン（計51編、第1、第6-第9、第11-第13、第15-第17、第21-第36、第59-第61、第65-第85）
- ジェームズ・マディソン（計29編、第10、第14、第37-第58、第62、第63）
- ジョン・ジェイ（計5編、第2-第5、第64）
- 第18篇から第20篇はマディソンとハミルトンの共作だった[1]。

著者の3人は古代ローマの執政官プブリウス・ウァレリウス・プブリコラに因んで「パブリアス」（Publius）という共通の匿名を使った。プブリコラは共和政ローマ初期に復位を目論む王と戦った共和政の護持者として知られている。マディソンは生前に繰り返し憲法の父と呼ばれることを拒んではいたが、後世に概してそう呼ばれることが多く、バージニア州選出のアメリカ合衆国下院の指導的議員（1789年 - 1797年）、アメリカ合衆国国務長官（1801年 - 1809年）を歴任し、最後は第4代大統領（1809年-1817年）を務めた。ハミルトンは1780年代を通じて憲法改定を主唱したものであり、フィラデルフィア憲法制定会議ではニューヨーク州の代表を務め、1789年から1795年まで初代アメリカ合衆国財務長官を務めた。ジョン・ジェイは1784年から連合規約が新憲法に変わる1789年までその下で外務担当官を務め、1789年にはアメリカ合衆国最高裁判所初代長官となり、1795年にはニューヨーク州知事に選出されて最高裁判所長官職を辞し、知事は2期務めて1801年に引退した。
『ザ・フェデラリスト』を構成する論文には多くの注目点がある。第10篇でマディソンが多数派による支配を防ぐ手段を論じ、共和制を拡大していくことを提唱しているところは、哲学的観点から85篇の中で最も重要と見なされており、第14篇ではマディソンがアメリカ合衆国を手段として取り上げ、それが広い領域の共和制に適切であると宣言し、憲法制定会議の制度的および政治的創造性について印象的な弁護で締め括っている。第84篇では、ハミルトンが提案された憲法は権利章典に相当する自由を保護していると主張する事で、権利章典を付け加えることによって憲法を修正する必要性が無いと主張している。やはりハミルトンが書いた第78篇は連邦議会や執行府に対して連邦裁判所による司法審査権の原理に基盤を与えている。第70篇では、ハミルトンが執行府の単独の強力な首長について主張している。第39篇では、マディソンが「連邦主義」と呼ばれることになるものを明確に説明している。第51篇では、マディソンが「人間性についてのあらゆる省察の中で最大のもの」として政府の正当化のためにしばしば引用される印象的論文の中で抑制と均衡のための論議を提供している。

## 歴史

### 発端

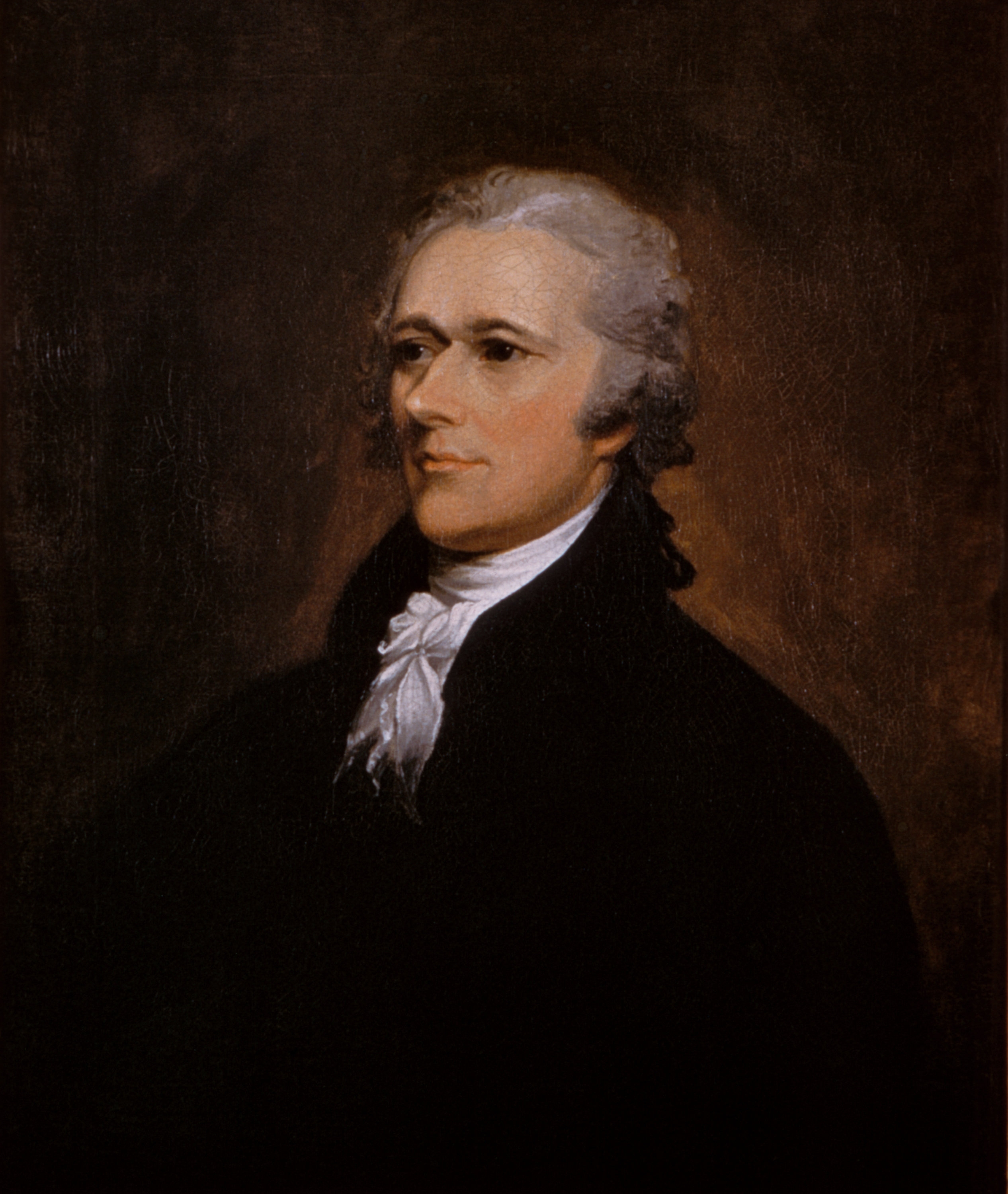
アレクサンダー・ハミルトン、『ザ・フェデラリスト』論文の過半数を執筆した

憲法制定会議が憲法草案を連合会議に送付し、連合会議は9月末にその批准を求めて各州に送付した。即座にこの憲法案は反対する者達の多くの論文や公開状のターゲットになった。例えばニューヨーク州では反連邦派のジョージ・クリントンが「ケイトー」として1787年9月27日に、ロバート・イェーツが「ブルータス」という匿名で10月18日に新聞紙上に反連邦憲法の論文を掲載しており、「パブリアス」の名前もこうした論文への対抗の意味から用いられた。ハミルトンは批准反対派への対抗手段として、ニューヨーク州民に呼びかける憲法案の慎重で大規模な弁護と説明を始めることに決めた。『ザ・フェデラリスト』の第1篇を書いて、この連作は「今後現れ、諸君（州民）の関心を引くにちがいない反対論に対して、すべて十分に満足のゆく回答を与えるよう努力する」と記した。
ハミルトンはこの計画に共同してあたる者を求めた。まずジョン・ジェイを引き入れたが、第2篇から第5篇の強力な論文を書いた後に病気になり、その後は第64篇だけを書いただけだった。ただしジェイは1788年春に「ニューヨーク州民に訴える」と題した小冊子を書き、憲法案に対する賛成意見を凝縮させた（ハミルトンはこれを『ザ・フェデラリスト』の第85篇で肯定的に引用した）。ジェームズ・マディソンは連合会議代表としてニューヨークにおり、ハミルトンとジェイに勧誘されて強力な共同執筆者となった。ガバヌーア・モリスとウィリアム・デュアも検討された。モリスはその誘いを断り、デュアが書いた3編の論文はハミルトンが拒絶した。デュアは後に「フィロ・パブリアス」すなわち「パブリアスの友人」という匿名で『ザ・フェデラリスト』を執筆した3人に対する支持を表明した。
ハミルトンがこの連作を書くときの匿名として「パブリアス」を選んだ。この憲法論議の両陣営を代表する多くの論文がローマ人の名前で執筆された。アルバート・ファートワングラーは、「パブリアス」が「シーザー」あるいは「ブルータス」さらには「カトー」ですら一段抜いた者だと言った。プブリウス・ウァレリウスはローマ共和国後期の守護者ではなかったが、その創設者の一人だった。そのより有名な名前である「プブリコラ」は「人民の友」を意味していた。ハミルトンがこの匿名を使ったのはこれが初めてではなく、1778年にサミュエル・チェイスを攻撃するための3通の文書にこれを用いていた。

### 出版

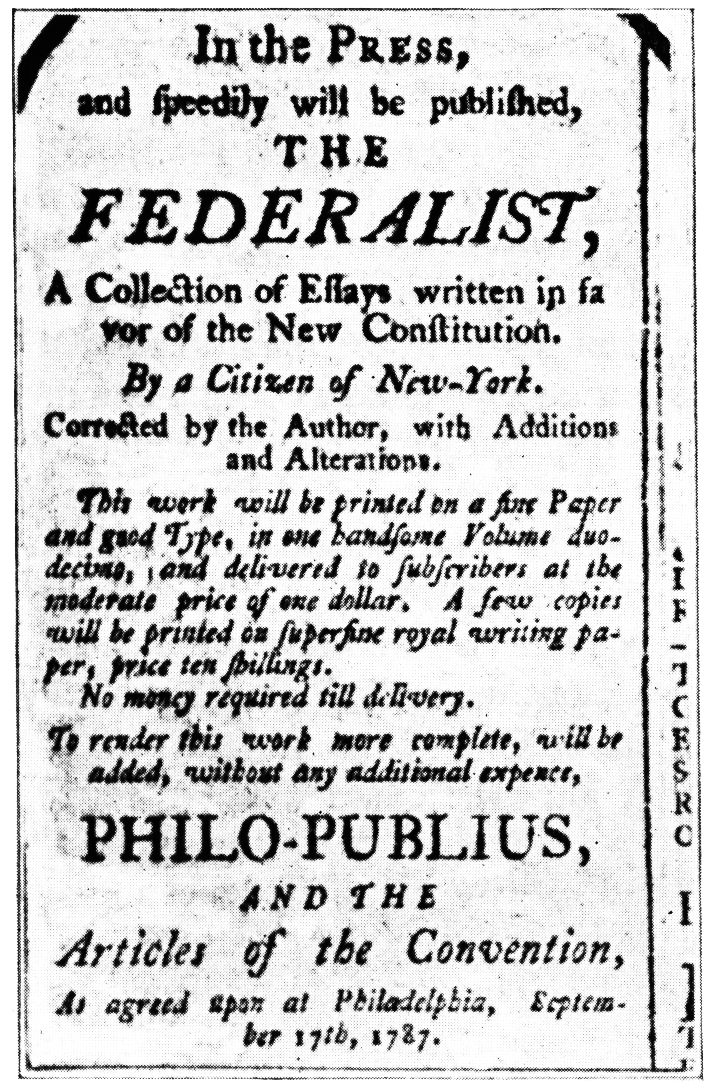
『ザ・フェデラリスト』の広告

『ザ・フェデラリスト』の論文は「インデペンデント・ジャーナル」、「ニューヨーク・パケット」および「デイリー・アドバタイザー」というニューヨーク市の新聞3紙に1787年10月27日から掲載された。ハミルトン、マディソンおよびジェイは週に3、4回という速いペースでパブリアスによる新しい論文を発表し続けた。ゲーリー・ウィルズは、この執筆速度が如何なる他の反応をも「圧倒した」とし、「このような議論の砲台に答える十分な時間がある者がいるだろうか？時間が足りなかった」と記した。ハミルトンはニューヨーク州以外の新聞にもこれら論文を載せることを奨励し、批准論争が起こっていた幾つかの州で実際に掲載された。しかし、ニューヨーク州以外では不規則なものに過ぎず、国内他地域ではその土地の書き手の影に隠れることが多かった。
これら論文に対する評価が高かったのでより恒久的な形態での出版に繋がることになった。1788年1月1日、ニューヨーク州の出版会社J. & A. マクリーンが最初の36篇の論文を1巻にまとめて出版すると予告した。その1巻目は3月2日に発売され『ザ・フェデラリスト』と題された。その後も新しい論文が新聞に掲載され続け、4月2日掲載された第77編がこの形態では最後の記事になった。後半49篇を収めた2巻目の単行本は5月28日に発売された。追加された8編の論文も後に新聞に掲載された。
その後のこの論文を元にした出版物の多さは注目に値する。1792年のフランス版はパブリアスの集合的匿名で終わり、この作品はニューヨーク州民である「MM Hamilton, Maddisson E Gay」によって書かれたと告げていた。1802年にジョージ・ホプキンスが出版したアメリカ版は類似した著者名を付けていた。ホプキンスは「著者名はそれぞれの篇の前に置かれるべき」とも考えたが、この時点でハミルトンはそうすべきではないと主張し、3人の著者の担当識別は秘密のままとされた。

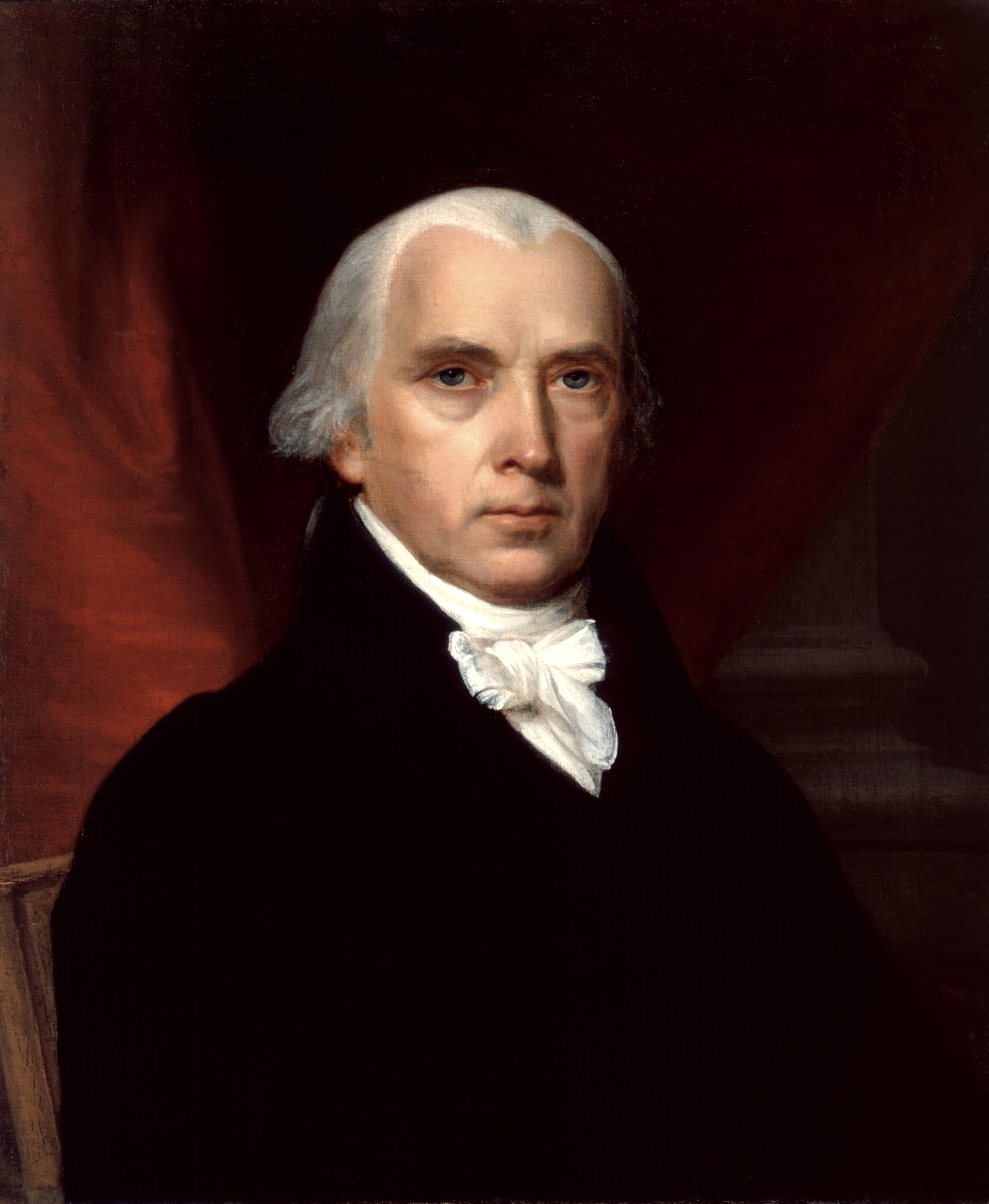
ジェームズ・マディソン、ハミルトンの重要な共同執筆者、後のアメリカ合衆国大統領、「憲法の父」

ハミルトンが残した著者と論文番号のリストを使って最初に出版されたのは1810年の版だった。この版は2巻本の「ハミルトンの作品」として出版された。1818年、ジェイコブ・ギデオンがマディソンの用意したリストをもとに新しい著者名を記した版を出版した。ハミルトンとマディソンのリストの違いはその後も12篇の論文について著者の特定に関する議論の種になった。
ホプキンスの版とギデオンの版は、著者の了解を得た上で論文そのものにもかなりの編集を加えていた。1863年、ヘンリー・ドーソンがこれらの論文はそれが書かれた時代背景のままに保存されるべきだと主張して、後に著者によって編集されたものではなく、初稿を用いた版を出版した。
現代の学者達はジェイコブ・E・クックが1961年に出版した本文を使うことが多い。この版は第1篇から第76篇までは新聞に掲載されたものを使い、第77篇から第85篇まではマクリーンの版を使った。

### 著者に関する論争
論文のリスト（英文）も参照
『ザ・フェデラリスト』の論文のうち73編の著者はかなり確かなものになっている。残り12編は学者の間の論争の的となっているが、現代で同意されている見解は、マディソンが第49篇から第58篇までを書き、第18篇から第20篇はマディソンとハミルトンの共同執筆、第64篇はジョン・ジェイによるものということであるが、新しい証拠ではマディソンが著者であることを示唆している。最初にどの論文がどの著者によるものかを公開したのは、ハミルトンがアーロン・バーとの決闘の前に弁護士に各篇の著者を示すリストを与えたことだった。このリストではハミルトンが63編（そのうち3編はマディソンとの共同）を書いたとしており、全体のほぼ4分の3に相当した。これは初めて著者名を記した1810年版の根拠として使われた。

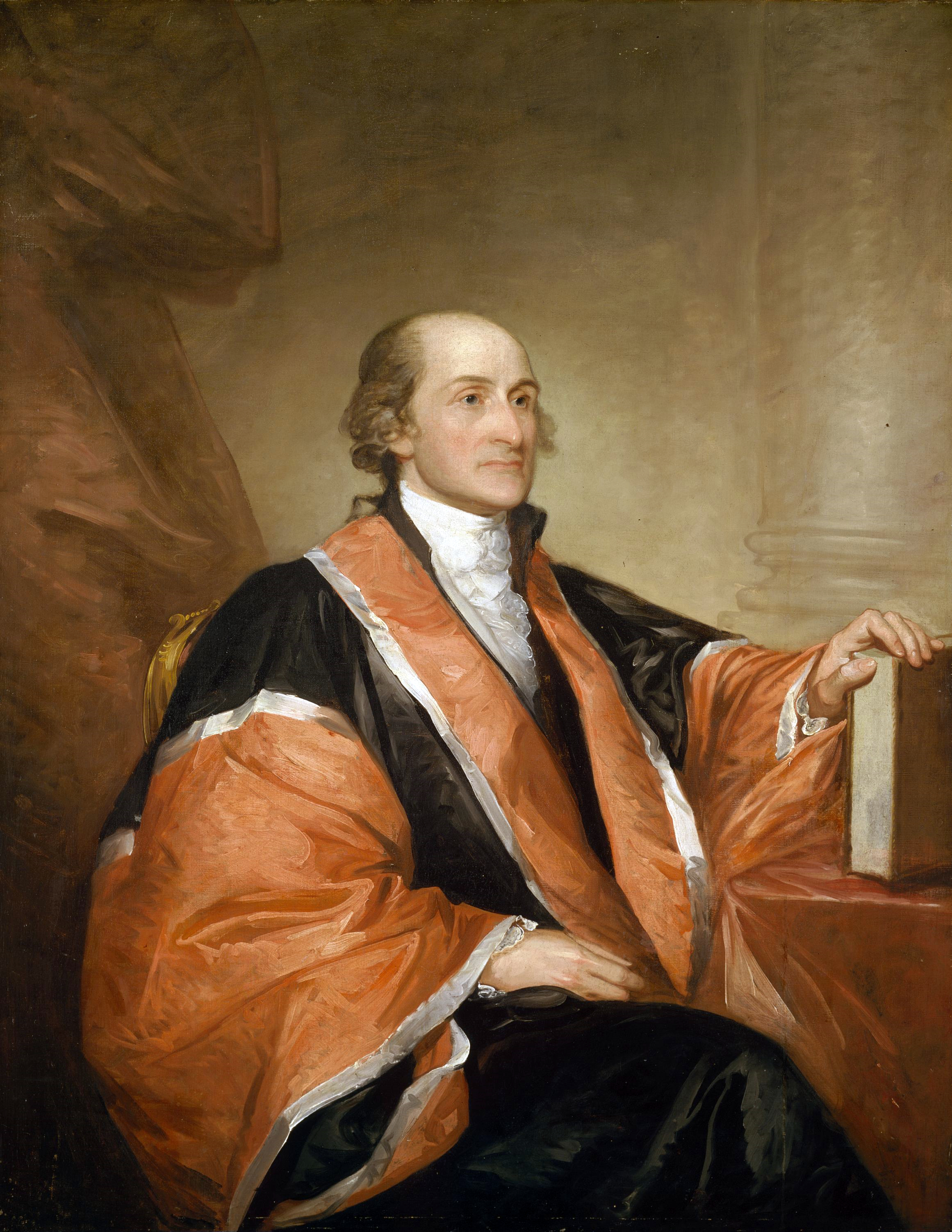
ジョン・ジェイ、『ザ・フェデラリスト』5編の著者、後にアメリカ合衆国最高裁判所初代長官となった

マディソンはハミルトンのリストに即座に異論を唱えなかったが、1818年のギデオン版『ザ・フェデラリスト』には独自のリストを与えた。マディソンは29編が自分の著作であると主張し、2つのリストにある違いは「ハミルトンのメモが作られたときの疑いもない性急さによる」ことを示唆していた。ハミルトンが犯した明らかな誤りは第54篇をジョン・ジェイ作としていることであり、実際には第64篇とすべきである。このことはマディソンの示唆に幾らか信憑性を与えた。
単語の使用頻度や文体に基づいて著者を特定するための統計解析が何度か行われた。その解析のほとんど全てが論争のある論文はマディソンによって書かれたことを示した。

### 批准議論に与えた影響
『ザ・フェデラリスト』は特にニューヨーク州における憲法批准のために書かれた。その使命が果たされたかどうかは疑問である。各州で様々な批准の過程があり、ニューヨーク州以外でこれらの論文が確実に再発行されたわけではなかったからである。さらに論文が掲載される間に多くの重要州が批准を完了した。例えばペンシルベニア州は1787年12月12日に批准を終えた。ニューヨーク州が批准したのは1788年7月26日になってからのことだった。確かに『ザ・フェデラリスト』は他のどこよりもニューヨーク州で重要だったが、ファートワングラーは「批准論争の中で他の主要勢力に対抗できたとは思えない」と主張している。特に対抗する勢力には著名な連邦党員例えばハミルトンやジェイがおり、反連邦党としてはニューヨーク州知事ジョージ・クリントンがいた。また、ニューヨーク州が憲法を批准したときまでに、新政府が樹立されており、10番目の批准州であるバージニア州がニューヨーク州の批准に圧力を掛けた。この事実を踏まえて、ファートワングラーは「ニューヨーク州が拒否すれば奇妙なアウトサイダーになったことだろう」と述べた。
6月25日批准会議でやっと憲法を批准したバージニア州については、ハミルトンがマディソンに宛てて『ザ・フェデラリスト』の集約版をバージニア州に送ったと手紙で報せた。ファートワングラーは、「バージニア州の会議で討論者のハンドブック」として機能したと見ている。ただしこの間接的な影響力が「怪しげな性質の物」だったろうとも主張している。何れにしてもバージニア州での議論でおそらく大きく重要だったことは憲法案をジョージ・ワシントンが支持していることであり、基準のための会議における議論にマディソンや知事のエドムンド・ランドルフが出席していることだった。
『ザ・フェデラリスト』が機能すると想定された別の目的は批准会議で討論者のハンドブックとしてであり、実際にニューヨーク州とバージニア州の会議では憲法を擁護する者達がまさしくその目的でこの論文を使った。

## 構造と内容
『ザ・フェデラリスト』の序文（第1篇）はこの連作の導入部として機能し、ハミルトンはその後の論文で言及される下記6つの話題を挙げた。
1. 諸君の政治的繁栄にとって連邦が有益であること、第2篇-第14篇
2. この連邦を維持してゆくためには、現在の諸邦連合では不十分であること、第15篇-第22篇
3. この目的を達成するためには、少なくとも現在提案されているものと同程度に強力な政府が必要であること、第23篇-第36篇
4. 提案されている連邦憲法案が共和政治の真の原理に適合していること、第37篇-第84篇
5. この連邦憲法案が諸君自身の憲法（ニューヨーク邦憲法）と類似していること、第85篇
6. この連邦憲法案を採択することによって、共和政治の保持が、そして自由、財産がさらに保障されるであろうこと、第85篇[25]

ファートワングラーは連作が書かれて行くにつれて、当初の計画がいくらか変わったと言っている。第4篇は憲法の各条項およびそれが義務付ける制度の詳細にまで入り、後半2つの話題は最後の第85篇で簡単に触れられただけだった。
この論文集は上記の話題と同様に著者によっても分類できる。連作の開始時点では著者の3人が寄稿することになっていた。前半20編はハミルトンによって11編が、マディソンによって5編が、ジェイによって4編が書かれた。しかしその他の論文は1人の作者による3つの長い部分になっていた。すなわち第21篇から第36篇はハミルトンが、第36篇から第58篇はハミルトンがオールバニにいる間にマディソンが書いた。第65篇から最後まではハミルトンが書き、マディソンがバージニア州に出発した後で掲載された。

### 権利章典に対する反対
『ザ・フェデラリスト』（特に第84篇）は後に権利章典となったものに対する反対論で著名である。憲法に権利章典を付け加えるというアイディアは当初書かれた時の憲法が具体的に人権の列挙あるいは保護を規定しておらず、むしろ政府の権限を挙げて、それ以外のものは州と人民に担保されるとしていた。アレクサンダー・ハミルトンは第84篇の著者であり、そのような人権の列挙が一度書かれてしまえば、人々が持つ権利は「挙げられているだけ」と解釈されてしまうことを恐れた。
しかし、ハミルトンの権利章典にたいする反対は普遍的なものではなかった。「ブルータス」という匿名で論文を出したロバート・イェーツはいわゆる反フェデラリスト第84篇の中でこの見解を披瀝し、そのような条項によって拘束されない政府は容易に専政に変わりうると主張した。トーマス・ジェファーソンのような権利章典の支持者達は、権利のリストが包括的であるということにはならないし、そう解釈されるべきではない、すなわちこれらの権利は人民が持っている重要な権利の例であるが、人民は他の権利も持ち得ると主張した。この考え方に付く人々は司法がこれらの権利を拡張的に解釈するという自信があった。この問題はアメリカ合衆国憲法修正第9条によって解消された。

## 現代の研究と解釈

### 法的用途
連邦判事は憲法を解釈するときに、当時のその枠組みを作った者や批准した者の意図を証言するものとして『ザ・フェデラリスト』を使うことが多い。外交政策に関する連邦政府の権限（「ハインズ対デビッドウィッツ事件」）から遡及法の有効性（1798年の「カルダー対ブル事件」判決、明らかに最初の判決は『ザ・フェデラリスト』に言及した）まで幅広い問題に適用されてきた。『ザ・フェデラリスト』は最高裁判決で291回引用された。
憲法解釈において『ザ・フェデラリスト』に与えられるべき敬意の量は常に幾らかの議論になってきた。1819年には既に最高裁長官ジョン・マーシャルが、有名な「マカロック対メリーランド州事件」で「あの作品の著者等に表明された意見は憲法を解釈するときに大きな尊敬を与えられると考えるのが正当である。その利点を超えては如何なる賛辞も与えられるべきではない。しかし、我々の政府の発展時に持ち上がる問題に彼等の意見を適用するときに、その正しさを判定する権利は残されていなければならない。」と述べた。マディソン自身は『ザ・フェデラリスト』が建国の父達の概念を直接表明したものではないだけでなく、それら概念自体、および「制定会議での議論と付随した結論」は「如何なる権威的性格」を持っているものとして見られるべきではないと考えた。要するに、「法律文書の法的意味はその文章自体から得られなければならない。すなわち重要な言葉を他に求めるならば、憲法を計画し提案した主体の意見や意図であるはずは無くて、各州の会議でそれが所有する権威を全て記録した人々によってそれに付加された意味合いにあらねばならない。」

## 日本語訳
- 『ザ・フェデラリスト』（斎藤真、武則忠見訳、福村出版、1991年、復刊1998年）
- 『ザ・フェデラリスト』（斎藤眞・中野勝郎訳、岩波文庫、1999年） ISBN 4003402413